# Lenkoraner Niederung

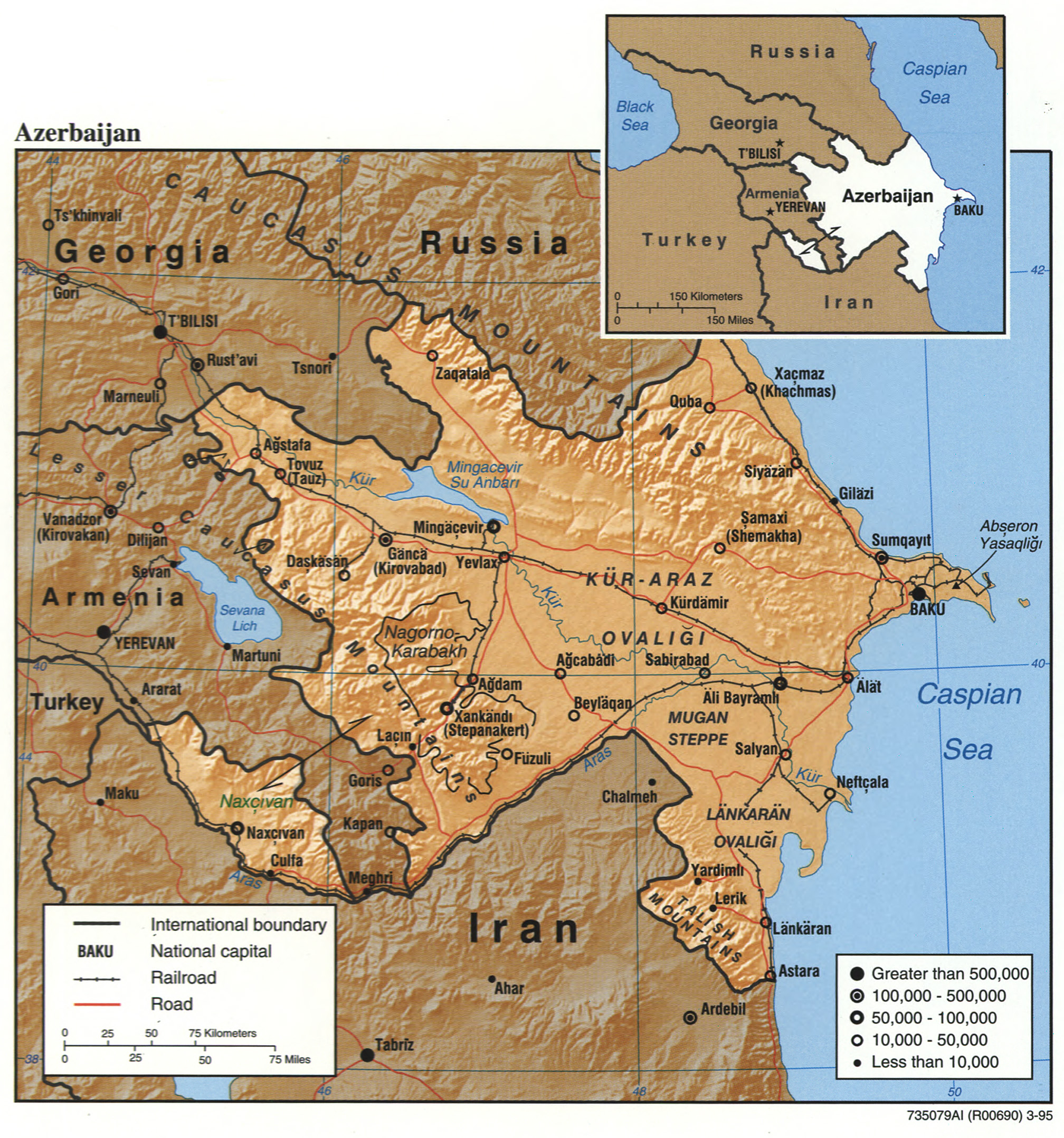
Lenkoraner Niederung (Lənkəran ovalığı) im Südosten von Aserbaidschan

Die Lenkoraner Niederung (aserbaidschanisch Lənkəran ovalığı) ist ein Tiefland im Südosten Aserbaidschans, gelegen zwischen dem Talysch-Gebirge und dem Kaspischen Meer. 
Die Lenkoraner Niederung ist 25 bis 30 km im Norden und 5 bis 6 km im Süden breit. Sie ist eines der auf Transkaukasien beschränkten Gebiete mit feuchtsubtropischem Klima, jedoch im Vergleich zur Kolchis flächenmäßig kleiner. Der Boden besteht aus Gelb- und podsolierten Gelberden sowie aus Sumpf- und Wiesenböden. 
Im 20. Jahrhundert wurde die Niederung aus einem versumpften, malariaverseuchten Gebiet weitgehend in eine Anbauzone subtropischer Intensivkulturen verwandelt. Es werden Tee, Zitrusfrüchte, Reis und Gemüse angebaut.
Die Niederung war ursprünglich bis zum Anfang des 20. Jahrhunderts mit Hyrcania-Urwald bedeckt. Diese Urwälder (mit Ausnahme des „Moskauer Waldes“, der heute ein Teil des Hirkan Nationalparks ist) wurden in der Niederung für den Anbau von subtropischen Kulturpflanzen beseitigt. Die heutigen Wälder, die in aufgegebenen Anbauzonen wieder anwuchsen, sind junge Sekundärwälder mit geringem Unterwuchs.
Industriell werden Teeblätter und Holz verarbeitet und Obst- und Fischkonserven hergestellt. Städtische Zentren des Gebietes sind die Hafenstädte Lənkəran, Astara und Masallı.
Koordinaten: 39° 7′ 17,4″ N, 48° 42′ 26,6″ O